# Pasaporte croata

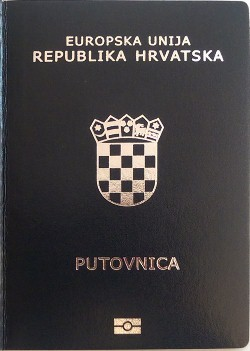
Portada de un pasaporte biométrico croata.

El pasaporte croata (en croata: Hrvatska putovnica) es el documento oficial, emitido por la República de Croacia, que identifica al nacional croata ante las autoridades de otros países, permitiendo la anotación de entrada y salida a través de puertos, aeropuertos y vías de acceso internacionales. Permite también contener los visados de autorización de entrada.

## Apariencia física
Los pasaportes croatas, a diferencia del resto de los pasaportes de la Unión Europea, son de color azul oscuro, con el escudo de armas de Croacia estampado en el centro de la portada. Las palabras "EUROPSKA UNIJA" (Español: Unión Europea) y "REPUBLIKA HRVATSKA" (Español: República de Croacia) están inscritas encima el escudo, con la palabra "PUTOVNICA" (Español: Pasaporte) y el símbolo internacional del pasaporte biométrico () por debajo. El pasaporte contiene 34 páginas.

## Visado
En 2017, los croatas tenían acceso sin visa o con visa a la llegada a 153 estados y territorios, lo que sitúa al pasaporte croata en la 21.ª posición.

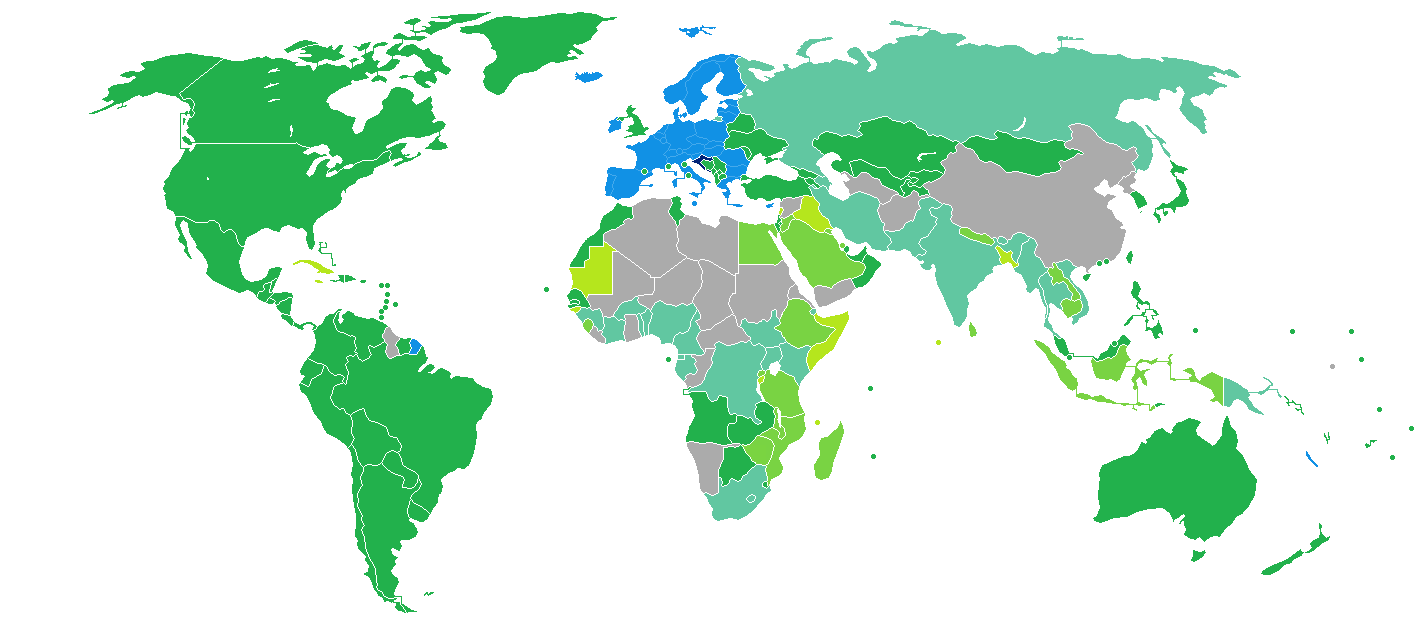
Croacia
Libre movimiento (Espacio Schengen)
Libre movimiento de 1 enero 2022
No requiere visa
Visa a la llegada
eVisa
Visa disponible tanto a la llegada como en línea
Se requiere visa antes de la llegada